# Elly Griffiths
Pour les articles homonymes, voir Griffiths.
Elly Griffiths, nom de plume de Domenica de Rosa, née le 17 août 1963 à Londres, est une femme de lettres britannique, auteure de roman policier.

## Biographie
Elly Griffiths fait des études au King's College de Londres. Elle travaille dans l'édition pendant de nombreuses années.
Après avoir publié quatre romans signés de son patronyme, elle fait paraître en 2009 son premier roman policier, Les Disparues du marais (The Crossing Places) avec lequel est lauréate du prix Mary Higgins Clark 2011. Ce roman est le premier volume d'une série consacrée à Ruth Galloway, archéologue médico-légale et Harry Nelson, inspecteur en chef détective près de Norfolk.
En 2014, avec The Zig Zag Girl, elle commence une autre série mettant en scène Edgar Stephens, inspecteur-détective et Max Mephisto, ancien membre des Magic Men, magiciens de scène qui ont effectué des missions spéciales pendant la Seconde Guerre mondiale et dans les années 1950 à Brighton en Angleterre.

## Œuvre

### Romans signés Elly Griffiths

#### SérieRuth Galloway
- The Crossing Places (2009) Publié en français sous le titre Les Disparues du marais, Paris, France Loisirs (2014)  (ISBN 978-2-298-07884-8) ; réédition, Paris, Presses de la Cité, coll. « Sang d'encre » (2015)  (ISBN 978-2-258-10430-3)
- The Janus Stone (2010) Publié en français sous le titre Le Secret des orphelins, Paris, Presses de la Cité, coll. « Sang d'encre » (2017)  (ISBN 978-2-258-13369-3)
- The House at Sea’s End (2011)
- A Room Full of Bones (2012)
- A Dying Fall (2013)
- The Outcast Dead (2014)
- The Ghost Fields (2015)
- The Woman in Blue (2016)
- The Chalk Pit (2017)
- The Dark Angel (2018)
- The Stone Circle (2019)
- The Lantern Men (2020)
- The Night Hawks (2021)
- The Last Remains (2023)

#### SérieEdgar Stephens et Max Mephisto
- The Zig Zag Girl (2014)
- Smoke and Mirrors (2015)
- The Blood Card (2016)
- The Vanishing Box (2017)
- Now You See Them (2019)
- The Midnight Hour (2021)

#### SérieHarbinder Kaur
- The Stranger Diaries (2018) Publié en français sous le titre Le Journal de Claire Cassidy, Paris, Hugo thriller, (2020)  (ISBN 978-2-7556-4706-8), réédition Paris, J'ai lu (2021)  (ISBN 978-2-290-23897-4)
- The Postscript Murders (2020) Publié en français sous le titre Mortelle Dédicace, Paris, Hugo thriller, (2021)  (ISBN 978-2-7556-8787-3), réédition Paris, J'ai lu (2022)

#### SérieAli Dawson
- The Frozen People (2025)

#### Autres romans
- Bleeding Heart Yard (2022)
- The Last Word (2024)

### Recueil de nouvelles
- Killer Women Crime Club Anthology 2 (2017) (avec Rachel Abbott, Tammy Cohen, Julia Crouch, Sarah Hilary, Amanda Jennings, Erin Kelly, Colette McBeth, Mel McGrath, Kate Medina, Louise Millar, Helen Smith, Louise Voss et Laura Wilson)

### Romans signés Domenica de Rosa
- The Italian Quarter (2004)
- The Eternal City (2005)
- Villa Serena (2007)
- Summer School (2008)
- One Summer in Tuscany (2017)

### Autre ouvrage signé Domenica de Rosa
- The Little Book of Shakespeare and Food (2001)

## Prix et distinctions

### Prix
- Prix Mary Higgins Clark 2011 pour The Crossing Places[1]
- Prix Edgar-Allan-Poe 2020 du meilleur roman pour The Stranger Diaries[2]

### Nomination
- Prix Barry 2012 du meilleur roman policier britannique pour The House at Sea’s End[3]